# Asad Umar

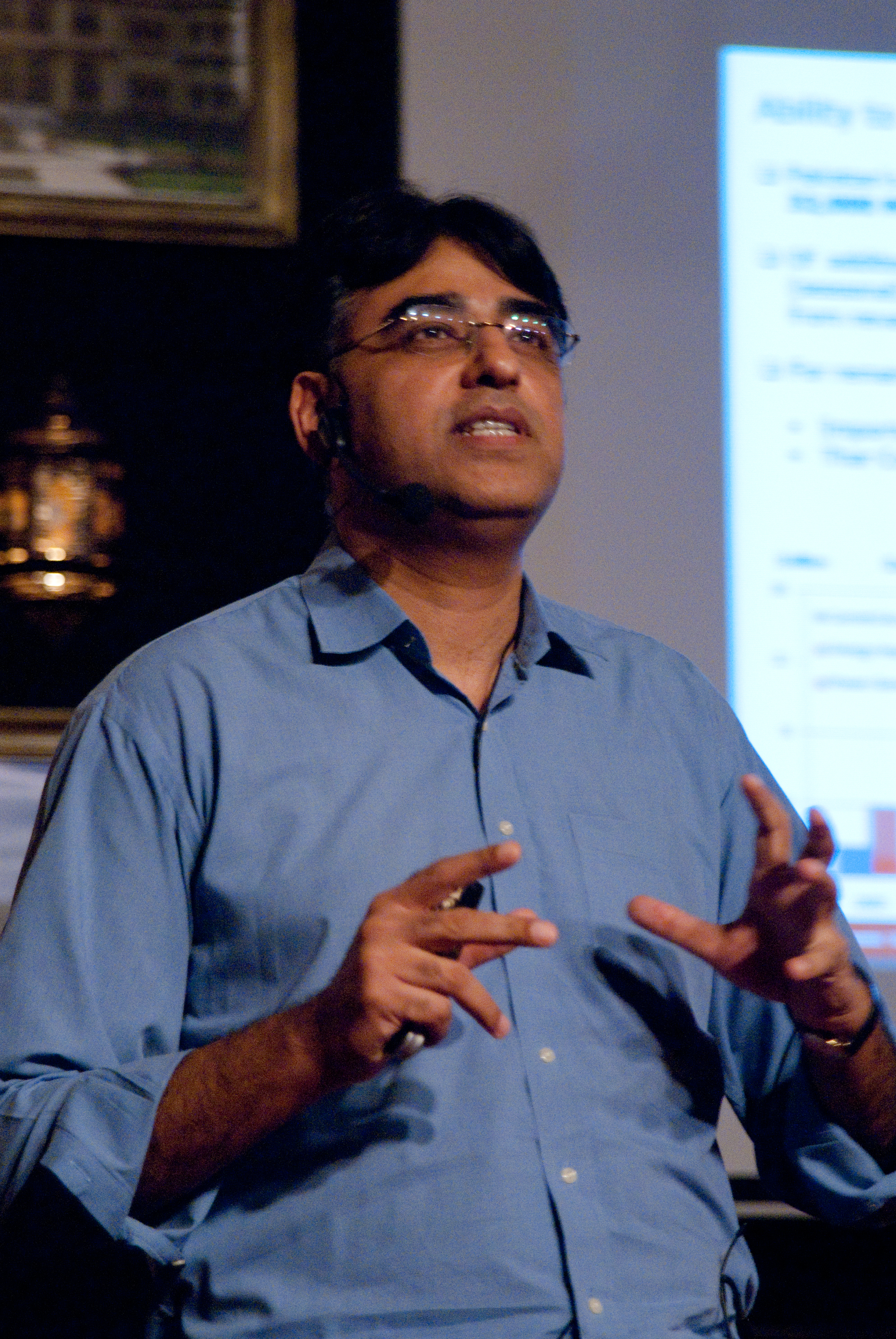
Asad Umar, 2010

Asad Umar (* 8. September 1961 in Rawalpindi) ist ein pakistanischer Politiker, der seit August 2018 Mitglied der Nationalversammlung Pakistans ist. Zuvor war er bereits von September 2013 bis Mai 2018 Mitglied der Nationalversammlung. Er war vom 20. August 2018 bis zu seinem Rücktritt am 18. April 2019 als Finanzminister Pakistans Teil des Kabinetts von Imran Khan.